# دليل المستخدم

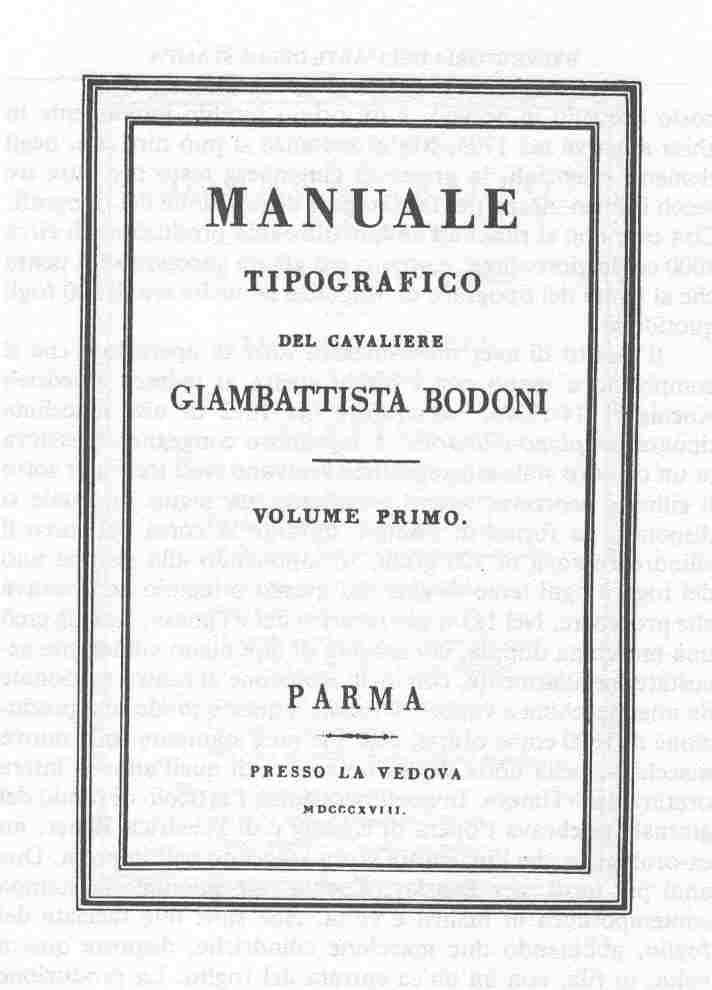

دليل المستخدم (بالإنجليزية:User Guide) هي وثيقة مساعدة تهدف إلى تقديم المساعدة إلى الأشخاص الذين يستخدمون منتجاً معيناً، وغالباً ما يكون على شكل كتيب مطبوع إلكترونياً أو يكتبه ورقياً مبرمجون أومديرو المنتج أو غيرهم من الموظفين الفنيين وهي توجد بكثرة في المنتجات الإلكترونية، وأجهزة الحاسوب والبرمجيات وغيرها. يحتوي دليل المستخدم بشكل عام على دليل كتابي وصور لمساعدة المستخدم في استعمال المنتج.